# 학현산성
학현산성은 전북특별자치도 익산시 왕궁면 동용리에 있다. 2002년 5월 30일 익산시의 향토유적 제6호로 지정되었다.

## 개요
표고 214m 주봉과 서남쪽 공짜기를 감싸는 석성이다. 산탁에 의해 축성, 일부 협축 흔적이 살펴진다. 대부분 붕괴되었고 북쪽성벽 일부가 잘 남아있는데 폭은 4m정도이고, 잔존높이는 2m내외이다. 성내에서 격자문, 어골문, 집선문계 평기와 및 토기편 등 수습되었다.
[[분류:전북특별자치도의 성}}